# Кодеш, Ян
Ян Кодеш (чеш. Jan Kodeš; р. 1 марта 1946, Прага) — чешский теннисист, теннисный тренер и бизнесмен. 
- Трёхкратный победитель турниров Большого шлема
- Обладатель Кубка Дэвиса (1980) в составе сборной ЧССР, рекордсмен сборной Чехословакии по числу игр и одержанных побед
- Член Международного зала теннисной славы с 1990 года.

## Игровая карьера
В 1966 году Ян Кодеш провёл свои первые игры в Кубке Дэвиса (победив в первых шести одиночных и парных встречах, а в полуфинале Европейской зоны принеся чехословакам единственное очко в паре с Иржи Яворским в матче с французами). В том же году он дебютировал в турнирах Большого шлема и выиграл первый в карьере национальный чемпионат Чехословакии как в одиночном, так и в парном разряде. Всего он становился чемпионом Чехословакии четыре раза в одиночном разряде и пять раз в парах. На 1968 год приходится его первый международный титул, завоёванный в парном разряде в Гамбурге с Миланом Холечеком.
Выступая за страну из-за «железного занавеса», Кодеш не слишком часто появлялся в крупных турнирах на Западе. В частности, первым турниром, который он выиграл в одиночном разряде, стал Открытый чемпионат Франции 1970 года, на котором он был посеян под седьмым номером, что показывает, какую реальную форму он набрал к этому моменту. На следующий год Кодеш стал двукратным победителем Открытого чемпионата Франции, победив в финале Илие Нэстасе. Со сборной он выиграл Европейскую зону, победив в семи из девяти своих встреч (единственное поражение в одиночном разряде ему нанёс Александр Метревели), но в межзональном полуфинале чехословаки проиграли бразильцам. На Открытом чемпионате США Кодеш, постоянно жаловавшийся на то, что ему неудобно играть на траве, тем не менее выбил из борьбы в первом же круге посеянного под первым номером Джона Ньюкомба (такое на чемпионате США произошло впервые с 1930 года) и дошёл до финала. В 1972 году, однако, он не сумел ни повторить этого успеха, ни отстоять свой титул в Париже, где он проиграл в четвертьфинале. Тем не менее и в этом году на его счету были явные успехи — выход в полуфинал Открытого чемпионата Франции в паре с Яном Кукалом и в полуфинал Уимблдонского турнира, где его остановил победитель прошлогоднего US Open Стэн Смит.
В 1973 году Кодеш окончил Высшую школу экономики в Праге по специальности «внутренняя торговля». В этот год многие из профессиональных теннисистов, заключивших контракт с Ассоциацией теннисистов-профессионалов (АТР), бойкотировали Уимблдонский турнир, и в их отсутствие финал разыграли между собой Кодеш и Метревели. Чехословацкий спортсмен оказался сильнее. На Открытом чемпионате США, однако, конкуренция была максимальной, но несмотря на это Кодеш во второй раз в карьере дошёл там до финала, уступив в конечном итоге Ньюкомбу. За свои успехи он был назван спортсменом года в Чехословакии в 1973 году.
В дальнейшем наиболее значительных успехов Кодеш добивался в парах, выиграв Открытые чемпионаты Испании и ФРГ и дойдя до финала Открытый чемпионатов Франции (в 1977 году, с Войтеком Фибаком) и Италии. В 1975 году он дошёл со сборной Чехословакии до финала Кубка Дэвиса, внеся решающий вклад в полуфинальную победу над австралийцами, а под занавес карьеры помог Чехословакии завоевать Кубок Дэвиса, выиграв с Иваном Лендлом парную встречу у команды Румынии в европейском финале. Свой последний титул в парах он завоевал в 1982 году в Хилверсюме, а через год там же сыграл свой последний финал.

## Дальнейшая карьера
В конце активной игровой карьеры Кодеш принял под своё руководство теннисную сборную Чехословакии. За следующие несколько лет, с 1982 по 1987 год, чехословаки трижды доходили до полуфинала Кубка Дэвиса, но повторить успех 1980 года не сумели. Кодеш уступил пост капитана сборной Франтишеку Пале в 1987 году после поражения в первом круге от сборной Израиля. В том же году Кодеш сыграл ключевую роль в организации Открытого чемпионата Чехии, турнира, директором которого он оставался до 1998 года. С 1982 по 1998 год Кодеш также занимал административные должности в Чехословацкой (позже Чешской) федерации тенниса, ITF и Европейской теннисной ассоциации. С 1986 по 1992 год он возглавлял Чехословацкий теннисный центр, а впоследствии сотрудничал с носящей его имя теннисной школой. В 1988 году он получил от Международной федерации тенниса награду за вклад в развитие тенниса, а в 1990 году его имя было включено в списки Международного зала теннисной славы.
Кодеш занимался также бизнесом. С 1994 по 2003 год он был исполнительным директором импортёрских фирм, представлявших в Чехии компанию Hugo Boss.
В 2010 году Кодеш в соавторстве с Петром Коларом выпустил автобиографическую книгу «Ян Кодеш: Путь к славе из-за железного занавеса» (англ. Jan Kodes: A Journey to Glory from Behind the Iron Curtain).

## Участие в финалах турниров Большого шлема за карьеру (6)

### Одиночный разряд (5)

#### Победы (3)
| Год  | Турнир                         | Покрытие | Соперник в финале   | Счёт в финале      |
| ---- | ------------------------------ | -------- | ------------------- | ------------------ |
| 1970 | Открытый чемпионат Франции     | Грунт    | Желько Франулович   | 6-2, 6-4, 6-0      |
| 1971 | Открытый чемпионат Франции (2) | Грунт    | Илие Нэстасе        | 8-6, 6-2, 2-6, 7-5 |
| 1973 | Уимблдонский турнир            | Трава    | Александр Метревели | 6-1, 9-8, 6-3      |

#### Поражения (2)
| Год  | Турнир                     | Покрытие | Соперник в финале | Счёт в финале           |
| ---- | -------------------------- | -------- | ----------------- | ----------------------- |
| 1971 | Открытый чемпионат США     | Трава    | Стэн Смит         | 6-3, 3-6, 2-6, 6-7      |
| 1973 | Открытый чемпионат США (2) | Трава    | Джон Ньюкомб      | 4-6, 6-1, 6-4, 2-6, 3-6 |

### Мужской парный разряд (1)
Поражение (1)
| Год  | Турнир                     | Партнёр      | Соперники в финале            | Счёт в финале      |
| ---- | -------------------------- | ------------ | ----------------------------- | ------------------ |
| 1977 | Открытый чемпионат Франции | Войтек Фибак | Брайан Готтфрид Рауль Рамирес | 6-7, 6-4, 3-6, 4-6 |